# Günter Gretschel
Günter Gretschel (26 de Outubro de 1914 - 9 de Novembro de 1943) foi um comandante de U-Boot que serviu na Kriegsmarine durante a Segunda Guerra Mundial.